# Géologie de la région de Capitol Reef

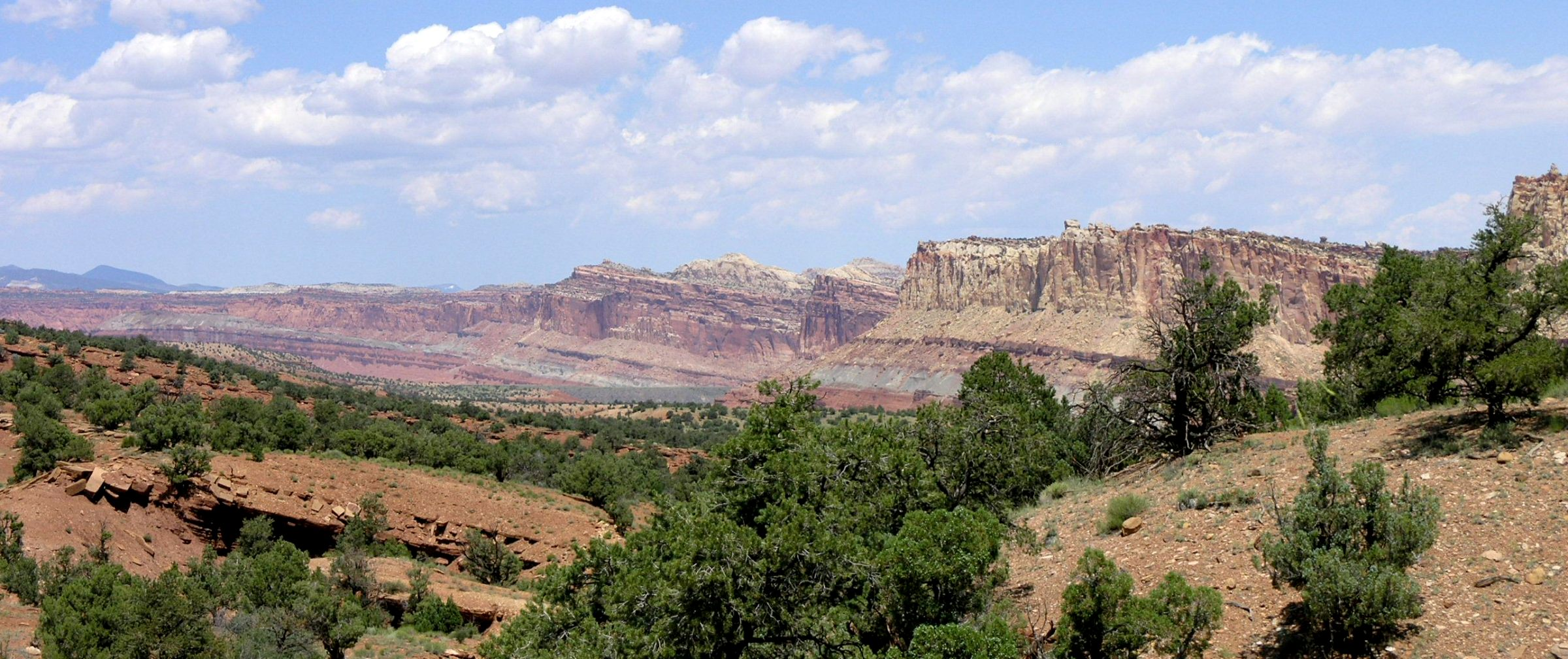
Le Waterpocket Fold est l'attrait principal de la région de Capitol Reef.

La géologie de la région de Capitol Reef se caractérise par des dépôts sédimentaires datant principalement du Mésozoïque. Les formations géologiques, qui se forment à la suite de ces dépôts, sont visibles au sein du parc national de Capitol Reef sur le plateau du Colorado dans l'État de l'Utah aux États-Unis.
Par endroits, les formations géologiques se superposent sur une épaisseur de près de 3 000 mètres et représentent près de 200 millions d'années de l'histoire géologique de cette région. Les roches datent du Permien (270 millions d'années) jusqu'au Crétacé (80 millions d'années). Les roches indiquent que la région a connu différents phénomènes climatiques et géologiques qui ont eu pour conséquence l'apparition de rivières, de marais (formation de Chinle), de déserts (grès de Navajo) et de mer peu profonde (schiste de Mancos).
Les premiers sédiments se déposent ainsi durant le Permien lorsque la zone est recouverte par une mer peu profonde. Du sable se dépose (à l'origine du grès actuel) avant d'être suivi par des dépôts calcaires lorsque la mer devient plus profonde. La mer se retire ensuite durant le Trias. Des dépôts limoneux sont déposés par des cours d'eau. La zone est alors surélevée par des mouvements tectoniques et les roches sont mises au jour et érodées par les précipitations. Des conglomérats, du sable, de la poussière et des cendres volcaniques transportées par le vent se déposent ensuite. Au milieu du Trias, l'aridité s'accroit dans la zone et de nombreux dépôts de sables apparaissent. Par la suite, la mer recouvre à nouveau la zone plusieurs fois en laissant des dépôts d'évaporite à chaque retrait. Des bancs de sable, des vasières sont à la base de formations de grès et de schiste. La voie maritime intérieure de l'Ouest dépose à nouveau du sable et de schiste durant le Crétacé avant de se retirer totalement au début du Cénozoïque. 
Il y a entre 70 et 50 millions d'années débute l'orogenèse laramienne, qui modifie le relief de la partie occidentale de l'Amérique du Nord en formant par exemple les montagnes Rocheuses plus à l'est de Capitol Reef. Ce phénomène est probablement à l'origine de la formation d'une faille qui donne sa forme à la zone de Waterpocket Fold. Plus tard, le plateau du Colorado s'élève également en mettant au jour les couches géologiques et en leur faisant subir une érosion depuis 15 à 20 millions d'années.
Des périodes de glaciation durant le Pléistocène accroissent les précipitations et par conséquent l'érosion ce qui fait que les roches les plus récentes (au sommet des couches) ont été fortement érodées par endroits.

## Notions de géologie
Les géologues regroupent les roches issues des épisodes successifs de sédimentations en formations géologiques. Une formation géologique est une couche de sol dont les caractéristiques sont assez proches. La formation peut parfois être découpée en plusieurs membres. Un Groupe est un ensemble de formations géologiques qui tirent leurs origines dans un phénomène semblable (par exemple des dépôts successifs dans un même désert ou de sédimentations successives par une même mer). Sauf rares exceptions dues à des mouvements de sol, les couches supérieures du sol sont plus récentes que les couches plus profondes vu qu'elles se sont déposées les unes à la suite des autres au fil des années.
On parle d'inconformité lorsqu'il manque à un endroit une partie des formations. Par exemple, si la couche ayant entre 20 et 30 millions d'années est posée directement au-dessus de celle ayant de 40 à 50 millions d'années. Cela signifie que la couche entre 30 et 40 millions d'années est absente ce qui peut par exemple s'expliquer par un dépôt de sédiments qui s'est fait éroder avant que de nouveaux sédiments recommencent à se déposer.

## Histoire géologique de la région de Capitol Reef durant le Mésozoïque

### Formations géologiques de Cutler et de Kaibab (Permien)

Panthalassa, l'océan qui entoure le supercontinent Pangée.

Au début du Permien, la terre n'avait pas le même aspect qu'au XXIe siècle. L'Utah est alors un plateau continental recouvert périodiquement par un bras de mer peu profond appartenant à un océan dénommé Panthalassa. Ce bras de mer est à l'origine de la formation géologique de Cutler âgée de 290 à 250 millions d'années. Cette zone est alors située au niveau de l'équateur sous un climat bien différent de celui que connaît aujourd'hui l'Utah. Les sédiments qui se déposent durant cette période sont ainsi caractéristiques des sédiments des eaux chaudes. Les géologues décomposent  la formation géologique de Cutler en quatre membres successifs dénommé du plus vieux au plus récent Elephant Canyon, Grès de Cedar Mesa, Schiste d'Organ Rock et Grès de White Rim.
Seuls les grès de Cedar Mesa et de White Rim sont visibles dans le parc national de Capitol Reef. Visuellement, les deux membres sont très semblables et il est très difficile de les reconnaître individuellement ce qui explique qu'on les regroupe en général. Ces grès tirent leur origine de sables qui se sont transformés en grès au fil du temps sous l'action de forte pression. Ces sables se sont déposés sous forme de dunes en bordure de rivage aride parfois inondé par de l'eau de mer. L'épaisseur du grès de Cedar Mesa peut atteindre une épaisseur de 240 mètresalors que celui de White Rim peut atteindre près de 130 mètres au niveau de la frontière occidentale du parc au niveau de Circle Cliffs.
Le schiste d'Organ Rock est situé entre les couches de Cedar Mesa et de White Rim mais seulement par endroits à l'extérieur du parc. Elephant Canyon et le schiste d'Organ Rock sont ainsi visibles dans le parc national des Canyonlands. Le fait que ces membres ne soient pas présents partout s'explique par le fait qu'ils ont leur origine dans des dépôts de plus petites ampleurs qui ne se sont produits qu'à certains endroits.
Plus tard durant le Permien, la mer de Kaibab envahit les terres de la région en y déposant des dépôts calcaires. Ces dépôts se sont ensuite transformés en roches calcaires d'une épaisseur de 60 mètrespour donner naissance à la formation géologique portant le nom de Calcaire de Kaibab (Kaibab Limestone). Ces roches de couleur gris clair à blanc sont visibles jusque dans le Grand Canyon. Les parties les plus basses (les plus anciennes) de cette couche géologique englobent des poches de sable et de limon. Ces poches se sont au fil du temps transformées en silex. Les roches calcaires de la formation regorgent également de fossiles de nombreux invertébrés (brachiopodes, bryozoaires, crinoïdes, gastéropodes) qui peuplaient cette mer. Cette couche géologique est visible au niveau des plus profonds canyons à l'extrémité occidentale du parc. La mer se retire ensuite au milieu du Permien. Les dépôts subissent alors une érosion qui a pour conséquence l'arrachement de près de 30 mètresde dépôts qui explique qu'une partie des roches sont manquantes par endroits dans la région (inconformité géologique).

### Formation de Moenkopi (Trias)

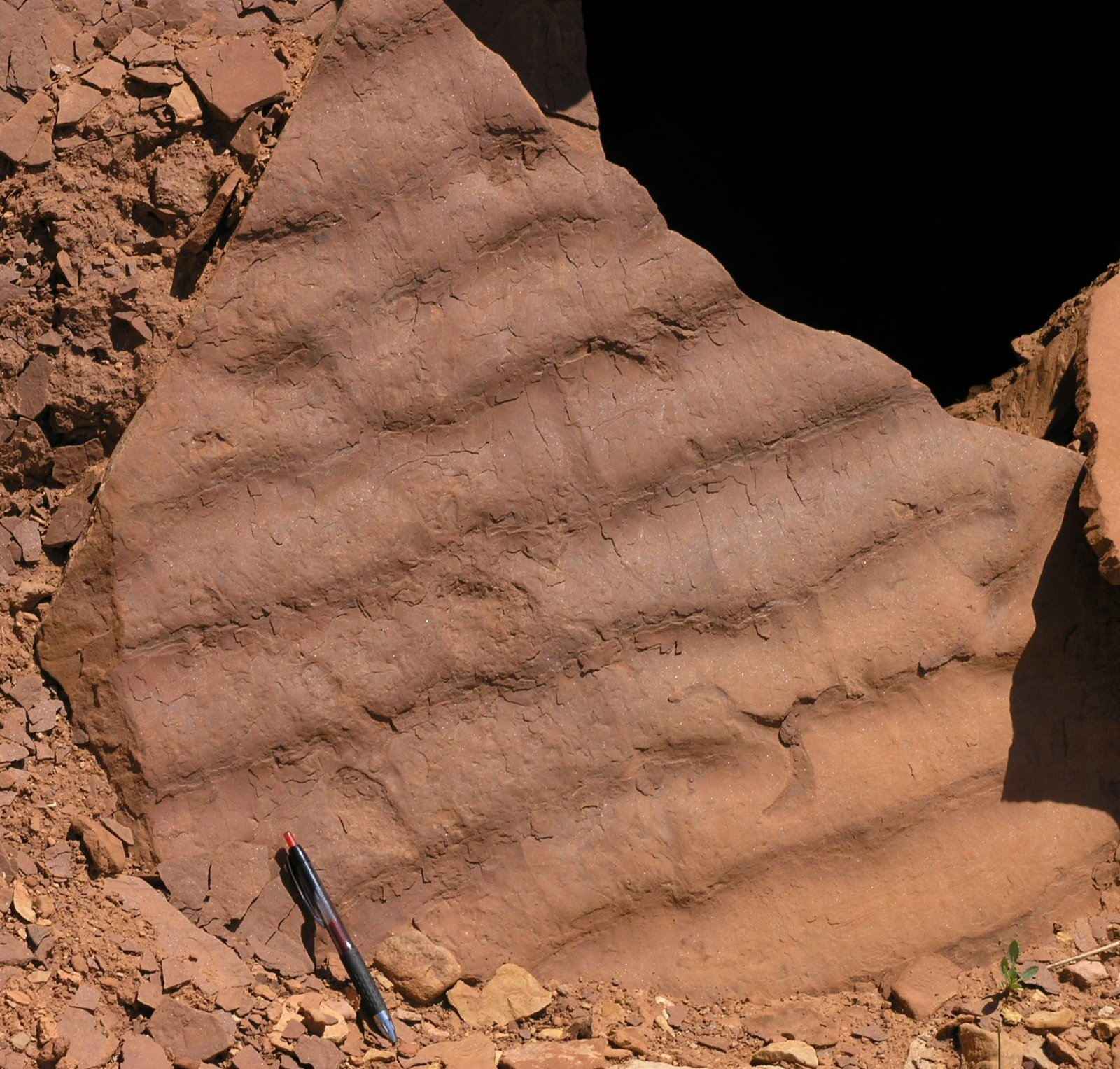
Marques marines dans les roches de la formation géologique de Moenkopi.

Au début du Trias, les conditions climatiques deviennent plus humides à la suite du mouvement des plaques tectoniques qui déplace la zone de l'équateur vers la zone des tropiques tout en influençant le climat. Les sédiments qui se déposent durant cette période sont à l'origine de la formation de Moenkopi, elle-même découpée en quatre membres dénommés du plus vieux au plus récent Black Dragon, calcaire de Sinbad, Torrey et Moody Canyon.
Les couches les plus récentes de cette formation sont visibles au bas des falaises qui font face à l'ouest de Waterpocket Fold. Une érosion partielle de la formation est à l'origine d'une inconformité de 6 millions d'années.

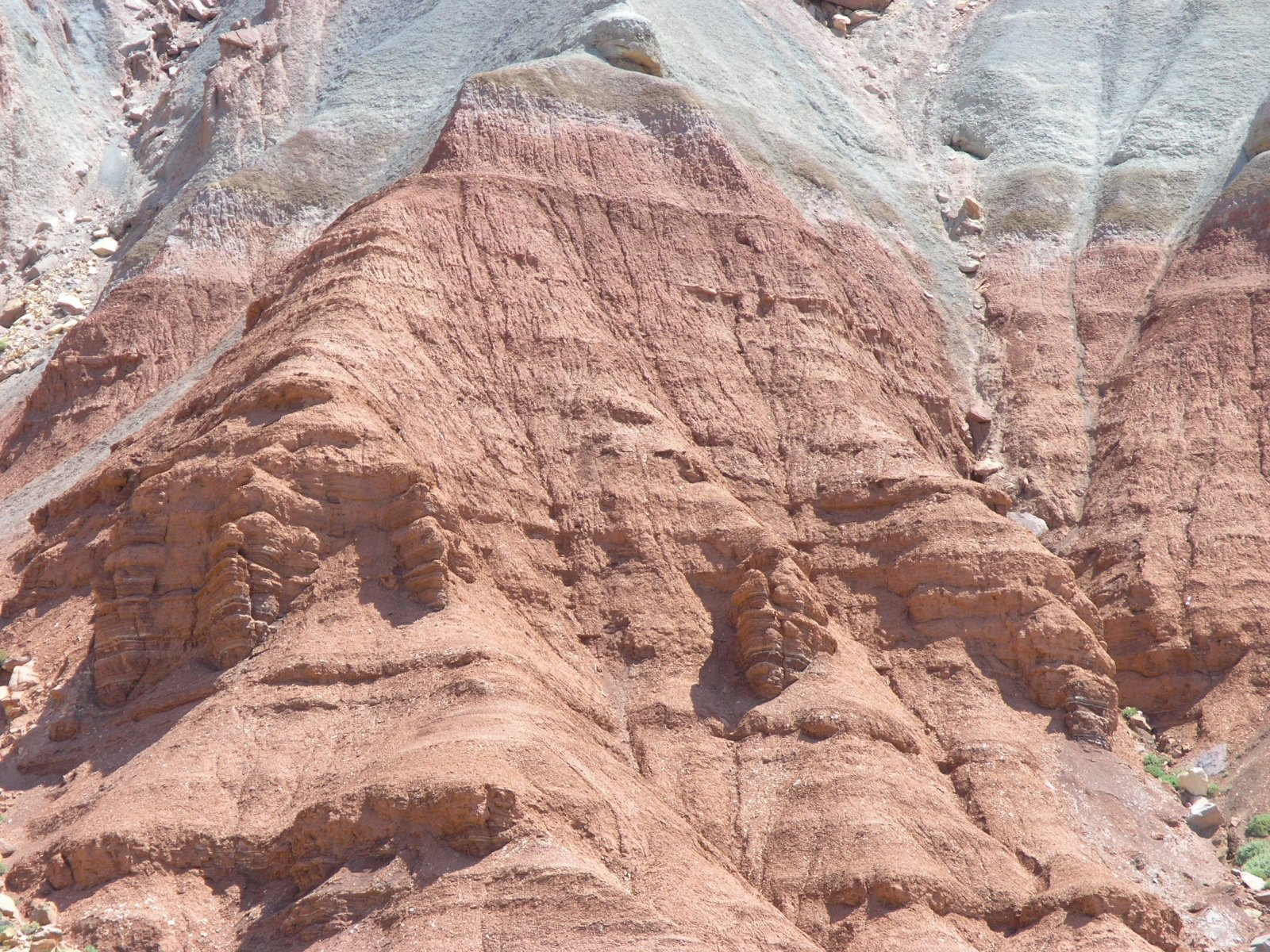
Formation de Moenkopi le long de la route touristique du parc du nom de Capitol Reef Scenic Drive.

Le membre de Black Dragon a une épaisseur qui varie de 15 à 35 mètres. Il se compose de conglomérats rougeâtres, de grès, de siltstones déposés sur une plaine côtière puis dans des vasières. Des débris de silex appartenant à la formation antérieure de Kaibab se mélangent également dans le bas du membre. Des marques marines (traces que laisse par exemple la mer lorsqu’elle se retire à marée basse) dans la roche sont communes dans la partie haute de la formation. La partie haute possède quelques inclusions de roches carbonées avec quelques fossiles.
Plus tard se déposent des sédiments calcaires riches en fossiles avec un peu de sable et de limons lorsque la zone est à nouveau recouverte durant une courte période par un bras de mer. Cet épisode géologique est à la base de la création du membre du calcaire jaunâtre de Sinbad (21 à 43 mètres d'épaisseur). Les fossiles découverts dans ce membre se composent de  brachiopodes du genre Lingula et d'ammonites du genre Meekoceras.
La mer se retire ensuite momentanément et la zone redevient une vasière à la base du membre de Torrey (76 98 mètres), une roche en grès brun-rougeâtre à chocolaté. Là où les grains de sable sont les plus fins apparaissent des marques marines. Les fossiles dans cette zone se composent de restes d'amphibiens et de reptiles.  
Le membre de Moody Canyon, le plus récent de la formation, a une épaisseur d'environ 100 à 130 mètres. Sa partie inférieure plus épaisse se compose de siltstone brun-rougeâtre et sa partie supérieure de siltstone rouge-orange. Ce membre est visible dans la zone du parc dénommée Egyptian Temple.

### Formation de Chinle (Trias)

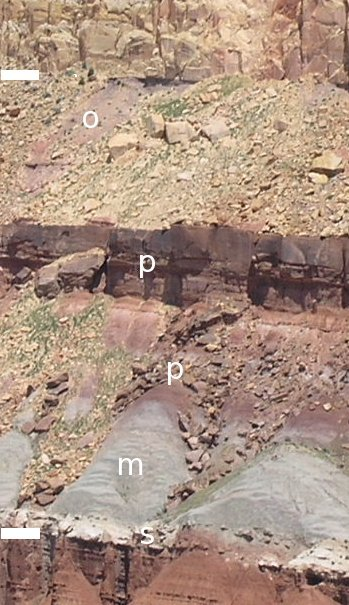
Formation de Chinle et ses membres Monitor Butte (m), Forest (p) et Owl Rock (o – partiellement recouvert par la couche supérieure de Wingate rubble).

Un système important de cours d’eau recouvre une grande partie du sud de l’Utah à la fin du Trias. Les dépôts sont à l’origine de la formation de Chinle qui est visible en de nombreux endroits du plateau du Colorado. Des troncs d’arbres, du sable, du limon, des cendres volcaniques amenées de loin par le vent sont déversés dans un bassin où ils s’accumulent. Des sels d’uranium s’accumulent également dans cette formation dans des quantités suffisantes pour être exploités bien plus tard par l’Homme, par exemple à la mine d'Oyler. Les troncs se transforment au fil du temps en bois pétrifié (la pétrification est probablement favorisée par les cendres volcaniques). Les membres de la formation de Chinle sont du plus vieux au plus récent  Shinarump, Monitor Butte, Petrified Forest et Owl Rock. Ensemble, ils forment les strates orange-pourpre situées au-dessus des collines blanches visibles sur la face occidentale de Waterpocket Fold.
Le membre de Shinarump est assez discontinu. Il s’est déposé dans de larges chenaux creusés dans la formation de Moenkopi. D’une épaisseur variant de 0 à 27 mètres, le grès formé est de couleur blanc à gris-jaune. Le membre englobe des intrusions de Conglomérats. Il est bien visible à l’entrée occidentale du parc où il domine l’Egyptian Temple et le Chimney Rock. Il est par contre absent plus à l’est. Les particules déposées dans cette formation sont assez grandes ce qui peut s’expliquer par des courants forts dans les cours d’eau. Les autres membres plus récents reçoivent par contre des sédiments plus fins ce qui s’explique par des courants plus lents. 
Par la suite se forme un important lac ou marais. De l’argile riche en bentonite (provenant de cendres volcaniques) s’y dépose tout comme des sédiments calcaires et du sable. Ces dépôts sont à la base du membre de Monitor Butte constitués de pierres argileuses, de grès et de roches carbonatées. Les trous de 13 à 150 centimètres présents dans cette formation ont en réalité été creusés par des Dipnois. Le membre est également présent à l’ouest du parc, par exemple le long de la Utah State Route 24. 
Des rivières au parcours très sinueux parcourent la région à la fin du Trias et déposent des sédiments à la base du membre de Petrified Forest (littéralement «forêt pétrifié»). Ce membre est riche en bentonite rouge-orange mélangées avec du siltstone et de fin grains de sables quartziques. Il comporte également des nodules de carbonate, des fossiles de bivalves, de serpents marins, de dents de Dipnois et de tétrapodes. 
Des dépôts de plusieurs lacs recouvrent alors la zone sur une épaisseur de 45 à 60 mètres pour former le membre d’Owl Rock. Il est composé de Mustone de couleur pourpre-orange, de grès à fine granulométrie et de siltstone mélangé avec une fine couche verte-rose (30 à 300 centimètres) de roches calcaires micritiques. Des traces marines se sont fossilisées au sommet du membre. Ces traces seront par la suite remplies de sable lors de la formation géologique supérieure de Wingate.  On y trouve également des trous cylindriques creusés par des animaux à l’époque et des fossiles d’ostracodes. Il est visible en dessous du grès de Wingate sur la face ouest de Waterpocket Fold.

### Groupe de Glen Canyon (Trias-Jurassique)

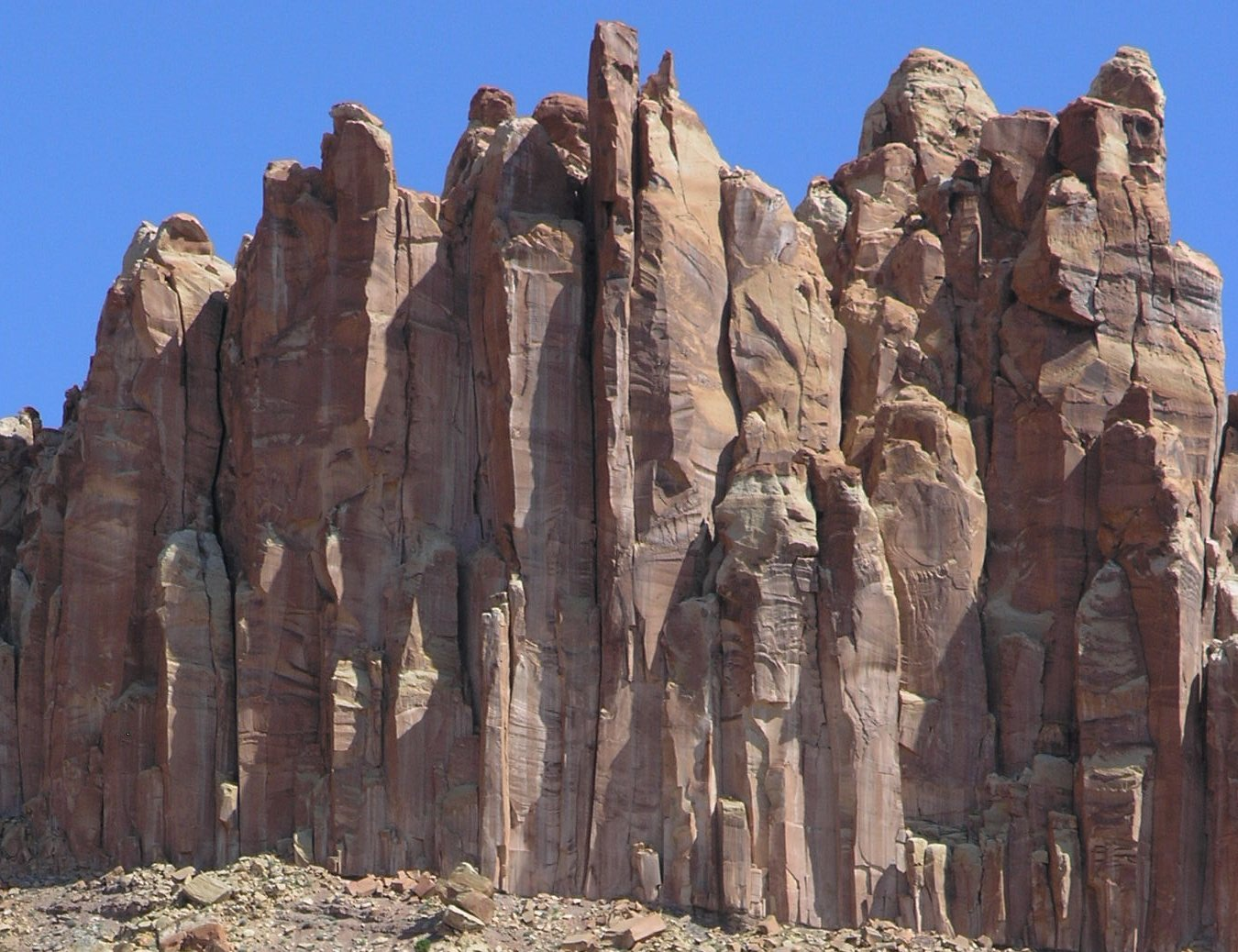
Le grès de Wingate domine le lieu dit The Castle.

Toutes les trois formations géologiques du groupe de Glen Canyon se sont déposées du milieu du Trias à la fin du Trias alors que le climat devenait plus aride à la suite du déplacement de la plaque tectonique nord-américaine. De grosses quantités de sables sont amenées par le vent en provenance du nord. Les trois formations sont visibles au sommet de Waterpocket Fold. Ensemble, ils forment une couche de grès épaisse de 460 à 820 mètres dans laquelle se formeront plus tard des arches et des canyons dans la région du parc national. Les formations se nomment de la plus vieille à la plus récente Grès de Wingate (Wingate Sandstone), formation de Kayenta et Grès de Navajo (Navajo Sandstone).
Le grès de Wingate s’est formé à la suite de l’arrivée de dunes de sables quartziques à fines granulométries en provenance des rives de la mer de Sundance. Épaisse de 107 mètres, la formation est de couleur orange . La formation est visible au niveau de Fruita Cliffs et de The Castle. 

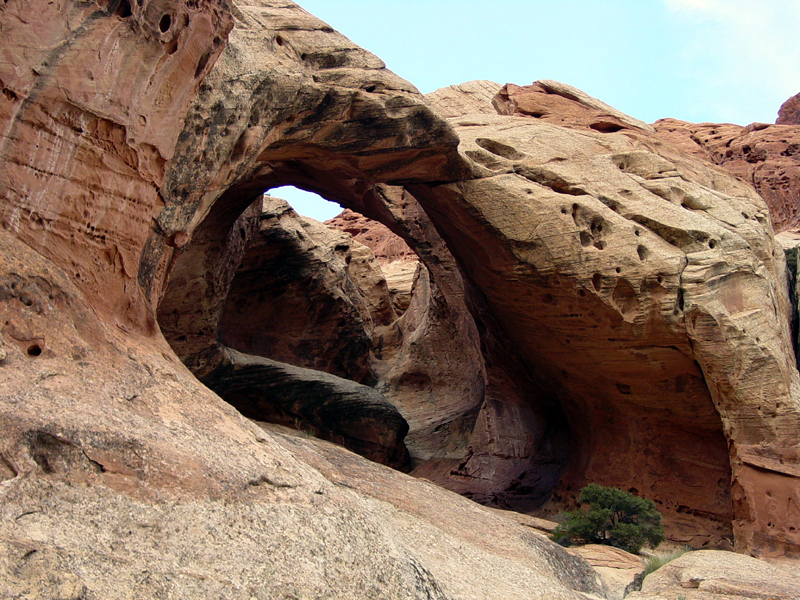
Double arche naturelle dans la formation de Kayenta.

Le climat redevient plus humide. Quelques rivières au courant lent déposent du sable et de la boue à la base de la formation de Kayenta. Les dépôts de la formation abritent des fossiles de dinosaures et de sortes de crocodiles dénommés tritylodonts. Cette formation ressemble très fort à la formation plus ancienne de Wingate et il est difficile de les discerner.

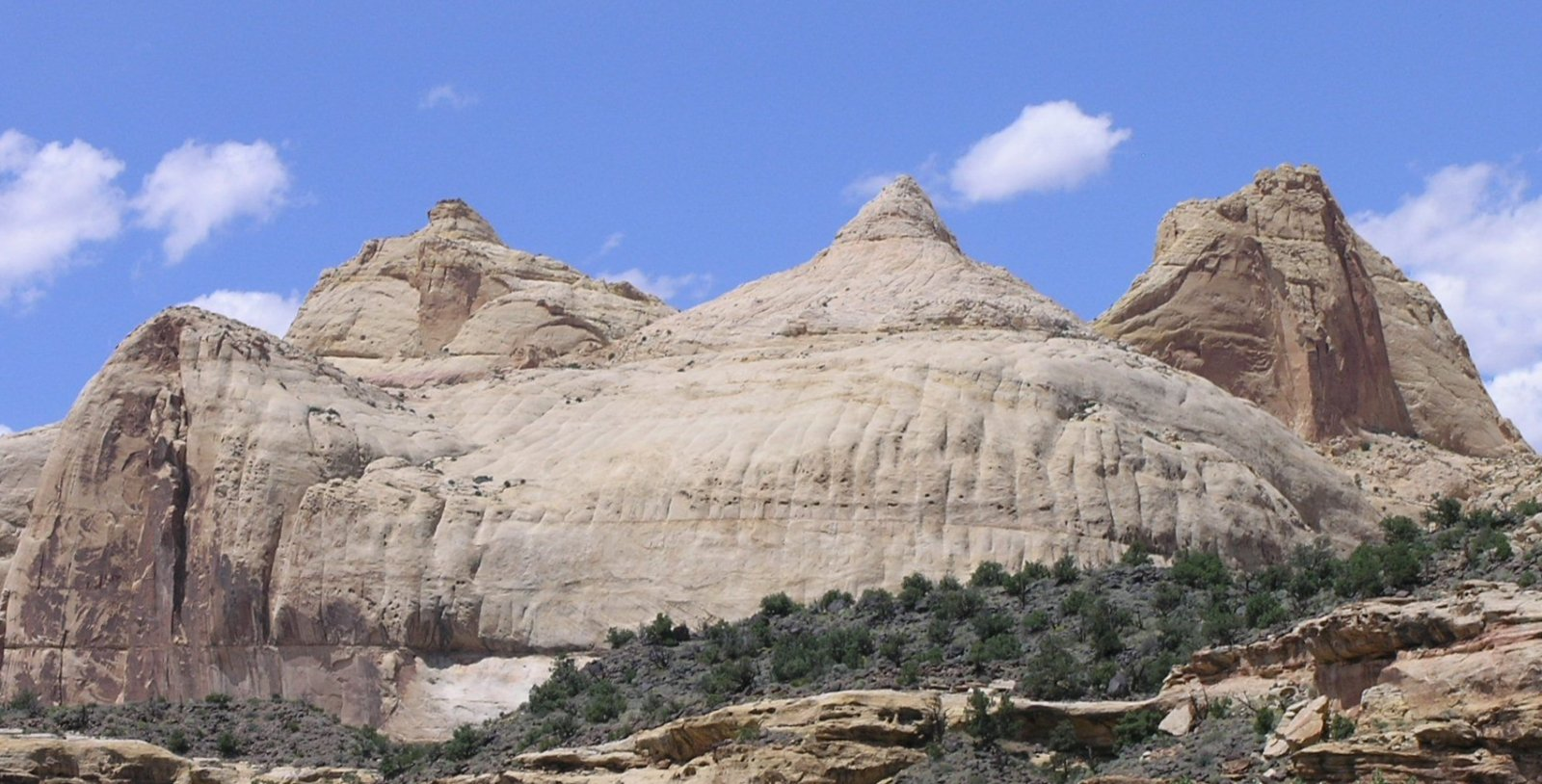
Capitol Dome, dans le grès de Navajo (Navajo Sandstone).

Par la suite un important désert du style du Sahara recouvre la zone sur une épaisseur de 24 à 335 mètres avec un sable assez blanc et de faible granulométrie.  Son épaisseur est maximale (610 mètres) au niveau de la région du parc national de Zion (voir Géologie de la région de Zion et de Kolob). Dans cette formation se forment ensuite des falaises et des dômes comme Capitol Dome et Navajo Dome.

### Groupe de San Rafael (Jurassique)
De fréquentes et courtes hausses du niveau de la mer apparaissent entre le milieu et la fin du Jurassique ce qui a pour conséquence le recouvrement de la zone par des bras de mer peu profonds. Le groupe de San Rafael se compose de quatre formations géologiques nommées de la plus vieille à la plus récente Grès de Page (Page Sandstone), Formation de Carmel, Grès d’Entrada (Entrada Sandstone), Formation de Curtis et Formation de Summerville. Ces formations sont visibles à l’est de Waterpocket Fold. 
Le climat est encore aride lorsque l’accumulation de sable à l’origine du grès de Page débute dans une zone en bordure de rivage. L’épaisseur de la formation varie entre 0 et 30 mètres. Elle se compose de trois membres que sont  Harris Wash, Judd Hollow et Thousand Pockets. À cette époque le désert de Navajo est recouvert lentement par la mer.
Au milieu du Jurassique, du gypse, du sable et du limon se déposent dans une sorte de graben recouvert périodiquement par la mer. Les inondations sont ainsi suivies de périodes d’évaporations. Cela est à la base de la formation de Carmel (60 à 300 mètres d’épaisseur) qui se compose d’un mélange de siltstone, de mudstone et de grès brun-rougeâtre, en alternance avec des bandes blanc-gris de roches calcaires riches en fossiles de bivalves et d’ammonites.  Cette formation est visible au sommet du Golden Throne et au sommet de plusieurs dômes de la zone. 

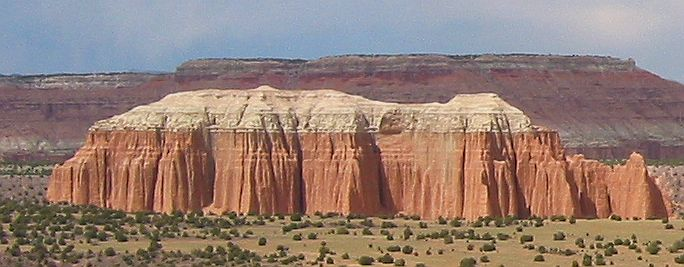
Grès d’Entrada recouvert par la formation de Curtis à Cathedral Valley.

Sur la zone apparaissent des bancs de sable, des îles et des vasières. Le sable et le limon qui s’accumulent sont à la base du grès d’Entrada, de couleur rouge-orange et épais de 120 à 275 mètres. C’est dans cette formation que se sont formés les arches naturelles du parc national d'Arches et les hoodoos du parc d'État de Goblin Valley. 
Plus tard se crée la formation de Curtis (0 à 53 mètres), avec un mélange de sable plus fin et de limon. De la glauconite verte (silicate de fer et de potassium) indique que la zone est alors recouverte par une mer peu profonde. La formation gris-vert est visible au nord du parc. 
La mer se retire pour être à nouveau remplacée par des zones basses marécageuses. Des couches de mudstone brun-rouge alternant avec du grès et du calcaire vert-gris sont à la base de la formation de Summerville (15 à 75 mètres). Des traces de sol séché (comme les plaques de sol qui se forment lorsqu’une flaque d’eau s’assèche) sont visibles dans cette formation tout comme une couche de gypse (8,5 mètres d’épaisseur).

### Formation de Morrison (Jurassique)

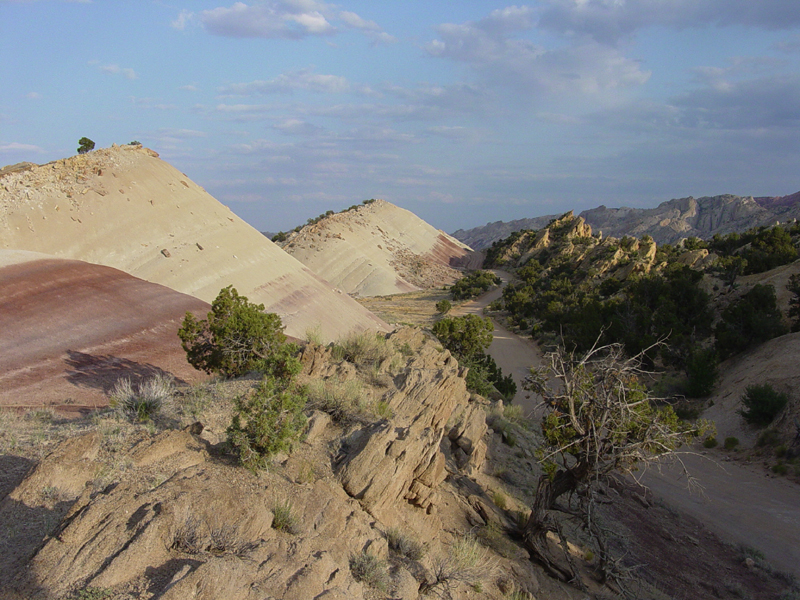
Formation Morrison.

Des rivières déposent à nouveau leurs sédiments (limon et sable) dans leurs lits, dans des marais et dans des lacs dans une plaine marécageuse de la fin du Jurassique. Tous ces dépôts sont à l’origine de la formation de Morrison que les géologues décomposent en trois membres dénommés  Tidwell, Salt Wash et Brushy Basin.
Le membre de Tidwell a entre 15 et 30 mètres d’épaisseur. Il semblerait que le milieu était très salin à l’époque.  Le membre de Salt Wash a une épaisseur variant de 30 à 150 mètres et se compose de roches argileuses et de mudstone de couleur gris avec des colorations brunes, rouges, jaunes et vertes. Cette formation a été exploitée durant les années 1950 pour son uranium.
Le membre de Brushy Basin (60 à 105 mètres) se compose de roches argileuses, de mudstone et de siltstone avec quelques conglomérats de grès. Les argiles de ce membre sont riches en smectite. Des fossiles d’ossements de dinosaures ont été retrouvés dans ce membre en Utah et au Colorado. Il peut être aperçu au niveau de Bentonite Hills.

### Formations de Cedar Mountain et de Dakota (Crétacé)

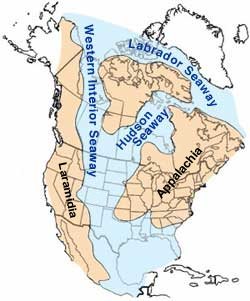
L’Amérique du nord est coupée en deux par un chenal maritime durant le Crétacé.

Au début du Crétacé, des dépôts continentaux sont déposés par des rivières dans la région. Ces sédiments sont à la base de la formation de Cedar Mountain qui se compose de grès et de mudstone  d’une épaisseur variant de 0 à 50 mètres selon les endroits. La formation abrite des fossiles de mollusques, d’huitres, de dinosaures, d’écailles de poissons, de pollen et d’un genre de fougères dénommé Tempskya. 
La croûte terrestre de la région jusque là passive devient active lorsque la plaque tectonique de Faralon commence à s’enfoncer sous la plaque nord-américaine. L’orogénèse Sévier sera à l’origine de l’apparition de montagnes à l’ouest de l’Utah et du Nevada. En même temps que se forment des montagnes plus à l’ouest, la région s’enfonce ce qui facilite la formation d’un chenal maritime important du nom de Voie maritime intérieure de l'Ouest.
Les sédiments non marins qui ont environ 100 millions d’années à la base des Grès du Dakota (Dakota Sandstone) se déposent sur les bords du chenal maritime. Cette formation, dont l’épaisseur varie entre 0 et 45 mètres, se compose de sables brun-gris à faible granulométrie et riches en quartz mélangés à des conglomérats, de l’argile carboné et du charbon.  
Du bois pétrifié s’accumule à la base de la formation alors que des bivalves comme des Corbula et des Pycnodonte newberryi sont présents au sommet de la formation.

### Schiste de Mancos et formation de Mesaverde (Crétacé)
Il y a entre 94 et 85 millions d’années, le chenal maritime s’enfonce puis se retire des terres à plusieurs reprises pour y laisser les dépôts à la base du Schiste de Mancos (Mancos Shale). Cette formation est essentiellement composée de schistes bien que deux de ses membres soient composés de grès  (Ferron et Muley Canyon). Les cinq membres de Mancos sont par ordre chronologique le schiste de Tununk, le grès de Ferron, le schiste de Blue Gate, le grès de Muley Canyon et le schiste de Masuk. Cette formation est en partie visible au sud du parc et à l’extérieur du parc plus à l’est.

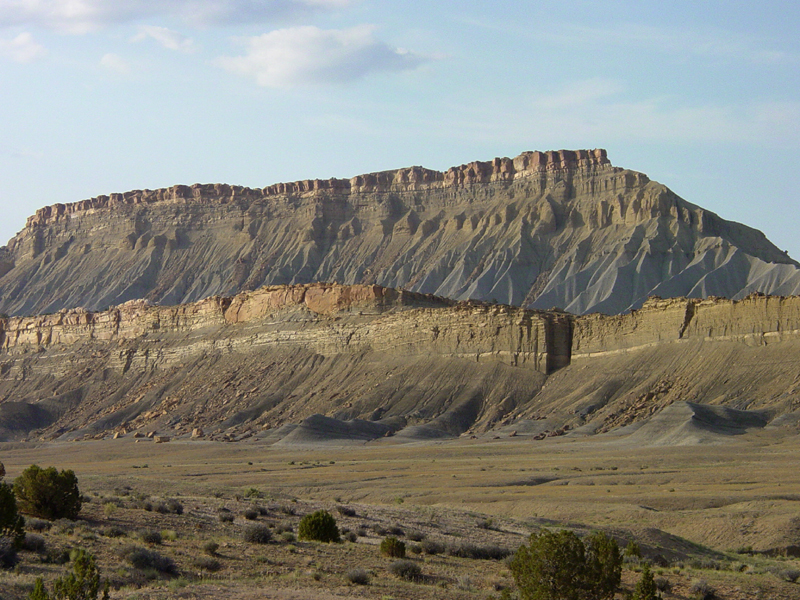
Schiste de Mancos à l’est de Strike Valley.

Le schiste de Tununk se forme lorsque la zone n’est pas couverte par le chenal maritime. Il a une épaisseur de 12 à 220 mètres. Le schiste est de couleur gris-bleuté mais a des inclusions de mudstone, de grès fin et de siltstone. Il est visible au niveau de Blue Desert au sud-est de Cathedral Valley et abrite des fossiles de céphalopodes, de bivalves et des écailles de poissons.
Une sorte de delta recouvert de cours d’eau s’étend sur la région en y déposant 60 à 120 mètres de sédiments à la base du grès de Ferron. Le grès est brun et a une granulométrie assez fine. Il est mélangé avec des couches blanches de grès riches en schiste gris carboné. Le bivalve Inoceramus et des empreintes d’ Ophiomorpha sont présents sur le bas de ce membre. Il est également étudié par des géologues pour sa teneur en charbon et peut-être même en pétrole.

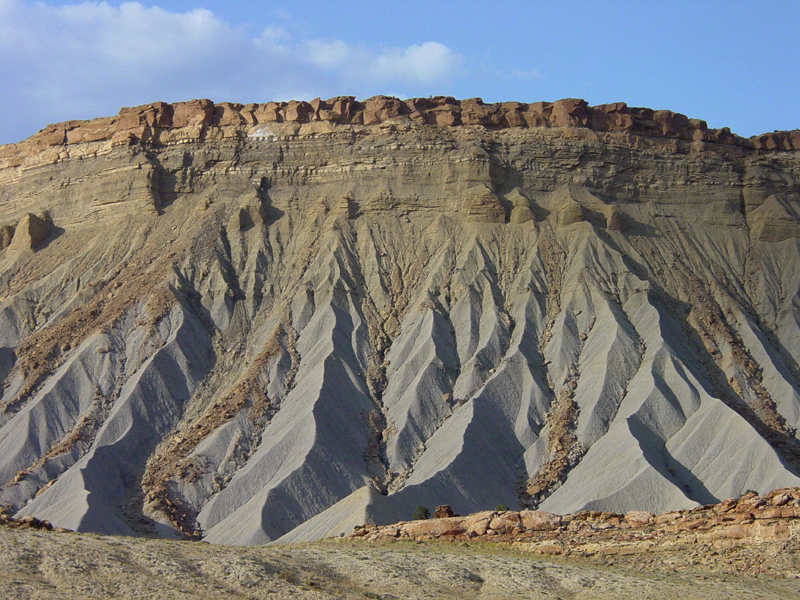
Schiste de Mancos Shale.

La zone se découvre à nouveau à la fin du Crétacé. Les sédiments de la période sont à la base du schiste de Blue Gate dont l’épaisseur varie entre 365 et 460 mètres. L’argile à la base de ce membre est très riche en bentonite, en siltstone et en mudstone. Ce membre, qui s’est ensuite fait en partie éroder, est visible au niveau de quelques ravins dans le parc. La présence de deux espèces de plancton foraminifère (Clioscaphites vermiformis et Clioscaphites choteauenis) ont permis la datation de ce membre. 
Le bord de mer se rapproche à nouveau de la zone en y déposant 90 à 120 mètresde sédiments à la base du membre de Muley Canyon. Ce membre se compose de grès à grains fins et de schiste riche en carbone. Des veines de charbon sont présentes dans la partie haute du membre ce qui indique la présence d’une plaine côtière.
Par la suite, l’alternance de dépôts marins et continentaux indiquent le mouvement de va-et-vient de la mer dans la zone. Le membre de Masuk qui se forme à la suite de ces mouvements a ainsi une épaisseur de 200 à 230 mètres. Il s’agit de grès gris-jaune, de mudstone bleu-gris avec quelques traces de grès gris clair. Le membre regorge de fossiles de bivalves, de dinosaures, de crocodiles, de gastéropodes et de tortues.
Par la suite, le chenal intérieur se remplit petit à petit de sédiments et se soulève. La formation de Mesa Verde est haute de 90 à 120 mètres. Elle se compose de grès brun clair à gris sombre avec des parties d’argile foncé. Cette formation est très rare dans le parc et n’apparaît que dans l’extrémité orientale du parc au sommet de quelques collines. Elle est par contre bien présente dans la région du parc national de Mesa Verde.

## Histoire géologique de la région de Capitol Reef durant le Cénozoïque

### Waterpocket Fold, lac Uinta et volcanisme

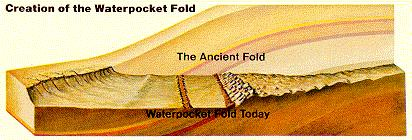
La vue en coupe de Waterpocket Fold montre bien les différentes formations.

Il y a entre 70 et 50 millions d’années, l’orogenèse laramienne modifie le relief de la région en donnant naissance plus à l’est aux montagnes Rocheuses. Les forces immenses de l’orogénèse modifient l’aspect du sol. Les formations géologiques précédemment superposées à plat se soulèvent par endroits. Les strates à la base horizontales se courbent et donnent naissance à des plis. Le Waterpocket Fold, l’attrait géologique principal du parc national, est un de ces plis. Il s’étend sur 160 kilomètres du nord au sud. Les roches de la partie occidentale du pli ont été surélevées de près de 2 100 mètres par rapport aux zones orientales. Cela signifie que les roches les plus vieilles sont exposées du côté ouest et les plus récentes du côté est. Ce pli pourrait avoir été créé par une faille appartenant au socle rocheux datant du Précambrien.
Durant la formation de ce pli, des montagnes sont situées à l’ouest et à l’est de la zone. Cette zone est recouverte en partie par le lac Uinta qui reste dans la région durant la période comprise entre 58 et 35 millions d’années d’ici. Les sédiments qui s’y déposent sont à l’origine des formations de Green River et du Calcaire de Flagstaff qui atteignent jusque 60 mètresd’épaisseur Le calcaire de Flagstaff est blanc, riches en fossiles et en conglomérats.
L’orogénèse fragilise également la croûte terrestre ce qui a pour conséquence l’apparition de volcans à l’ouest de la zone il y a entre 25 et 20 millions d’années. Le magma remonte également en traversant les formations et donne naissance à des sills et des dikes. Des coulées de laves basaltiques s’échappent par endroits. L’érosion qui a lieu par la suite élimine plus rapidement les anciennes roches sédimentaires par rapport aux nouvelles roches volcaniques résistantes. Cela a pour effet de libérer les sills en les laissant apparaître à l’air libre. Ces phénomènes sont visibles au niveau de South Desert et de Cathedral Valley au nord de Waterpocket Fold.

### Érosion

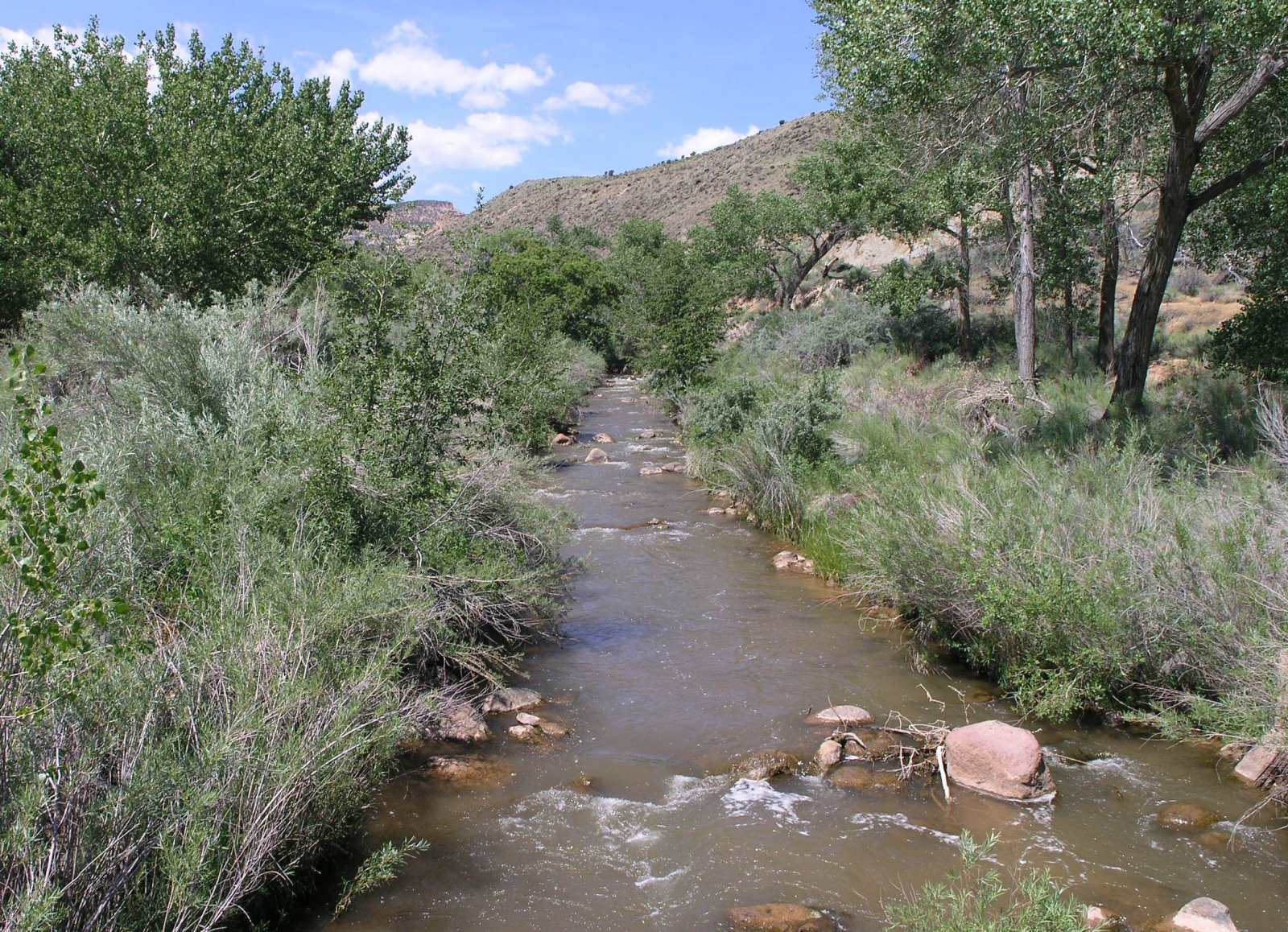
Rivière Fremont.

Il y a entre 15 et 10 millions d’années, toute la région est surélevée de plus de 1 000 mètres lors de la formation du plateau du Colorado. C’est à partir de cette époque que débute l’érosion dont nous voyons les effets aujourd’hui. L’érosion qui forme les grands canyons de la région est surtout importante durant la période âgée de 1 à 6 millions d’années. Même si le climat devient aride, les précipitations ont quand même assez de force pour éroder les roches. Le vent a également une influence sur l’érosion même si elle reste minime.
Des périodes de glaciation durant le Pléistocène accroissent les précipitations et par conséquent l'érosion ce qui fait que les roches les plus récentes (au sommet des couches) ont été fortement érodées par endroits. 